# Bataille de Wulfskamp
La bataille de Wulfskamp eut lieu le 9 octobre 1254 à Brechten, aujourd'hui un district de Dortmund. On peut également l'appeler Wulferkeskamp ou Wulveskamp. Le champ de bataille se trouvait à l'est de la route reliant Dortmund à Lünen.

## Contexte
Le conflit portait sur les droits de fortification entre le prince-évêque de Paderborn, Simon Ier, et l'archevêque de Cologne, Konrad von Hochstaden. Simon étendit son territoire et fit fortifier Salzkotten, contre les intérêts de l'électorat de Cologne.

## Déroulement des événements
Le comte Engelbert Ier de La Marck et d'autres nobles westphaliens combattirent aux côtés de l'archevêque de Cologne. Leur chef était Gottfried III d'Arnsberg (de). Simon était soutenu par les troupes de son frère, l'évêque de Münster, Othon II de Lippe, mais il fut vaincu et fait prisonnier.

## Conséquences
L'emprisonnement de l'évêque Simon fut justifié auprès du pape Alexandre IV par ses prétendus abus. Simon lui-même dut assurer que Conrad lui avait pratiquement sauvé la vie. Le pape, cependant, insista pour rétablir le statu quo ante. Après avoir officiellement reconnu le droit de l'archevêque de Cologne (en tant que duc de Westphalie) à fortifier la ville, Simon fut libéré en 1256 après deux ans d'emprisonnement.

## Légende
Selon la légende, l'église de Brechten (de), construite vers 1250, aurait été fondée par la reine d'Écosse en mémoire de son mari, tombé au combat.
La véracité de cette légende est cependant sujette à caution. Du moins en ce qui concerne la maison royale écossaise, il est établi qu'il ne s'agit pas d'un roi, ni, dans le cas du fondateur, d'une reine d'Écosse. À l'époque en question, en 1254, Alexandre III régnait en tant que roi d'Écosse ; il mourut le 19 mars 1286, près de Kinghorn, des suites d'un accident de cheval. Ses enfants étant déjà décédés et l'héritière désignée, Marguerite, également morte en mer, sa mort provoqua de graves conflits pour le trône et les guerres d'indépendance écossaises.
L'existence de son père et prédécesseur sur le trône, Alexandre II, est également incertaine ; il était déjà mort le 8 juillet 1249, près de Kerrera, dans les Hébrides intérieures. Il est impossible de déterminer si un important noble écossais trouva néanmoins la mort lors de cette bataille, donnant ainsi naissance à la légende.